# Rickettsia akari
Rickettsia akari es una bacteria intracelular del género Rickettsia que causa la enfermedad humana llamada rickettsiosis variceliforme o viruela rickettsiósica. La enfermedad se transmite por la picadura de Lyponyssoides sanguineus, ácaro que parasita habitualmente al ratón doméstico y otros roedores. La primera descripción de la bacteria se realizó en 1946 en Estados Unidos, posteriormente se han detectado casos en diferentes países, entre ellos Corea, Rusia y España. Los síntomas principales son fiebre, dolores musculares y lesiones vesiculosas que se asemejan a la varicela. La lesión inicial suele ser de mayor tamaño y se cubre de una costra negruzca característica.